# Blitz
 For alternative betydninger, se Blitz (flertydig). (Se også artikler, som begynder med Blitz)
 For alternative betydninger, se Flash.
En blitz eller en flash er en ekstra lyskilde, man benytter ved fotografering for at kompensere for manglende eller uheldigt lys. Den udsender et kortvarigt, men kraftigt lys og ved hjælp af forskellige former for teknik affyres den i det øjeblik, kameraets lukker er åbnet.
Den kortvarige udladning, som med moderne udstyr sjældent varer længere end 2 ms, giver en anden typisk anvendelse, nemlig at "fryse" motiver i hurtig bevægelse.

## Anvendelse
Mange kameraer har en indbygget blitz, men der bruges også løse blitz som så oftest placeres ovenpå kameraet i blitzskoen (på dansk også ofte betegnet ved det engelske ord hot-shoe). Derudover findes der specialflash til f.eks. makrofotografering. Til mere avancerede anvendelser kan man montere tilbehør som spreder, samler eller filtrerer blitzlyset.
De tidligste former for blitz bestod af en lille bunke magnesiumpulver, der blev antændt. Senere kom små éngangspærer, der bestod af en magnesiumbrændtråd i en iltamtosfære, til. Det store fremskridt opstod, da man opfandt den elektroniske blitz, der kan affyres tusindvis af gange og som får energi fra batterier.
Til studiebrug kan man få stativmonterede flashenheder som er en del større og kraftigere end enheder til kameramontering. Studieflash kan fås i talrige udformninger og har et bredt tilbehørprogram som kan tilfredsstille meget varierede belysningsbehov. Normalt har en studieflash også indbygget et svagere, fast lys – et såkaldt modelleringslys – som kan bruges til at vurdere virkingen af en lyssætning uden at skulle udløse selve blitzpæren.

## Specifikationer
Lysstyrken fra en almindelig kamera-blitz angives med et ledetal; for små indbyggede blitzenheder ligger ledetallet ofte på 10-15 (ISO100/1m) og for de større løse enheder ligger det typisk på 40-55. Det krævede før i tiden lidt omregning at indstille lysstyrken og blænden korrekt så det passede til filmen og afstanden. Med moderne kameraer foregår lysmåling og indstilling fuldautomatisk så det i dag, paradoksalt nok, kun er de mere avancerede enheder man kan kontrollere manuelt. Studieflash bliver normalt ikke angivet med et ledetal, da de varierende opstillinger gør, at der ikke er nogen simpel sammenhæng mellem lysstyrke og blænde, som ledetallet ellers er baseret på. I stedet opgiver man lysstyrken ved den optagne energi målt i Joule.
Det bliver også normalt anført hvor stor en vinkel en given blitz vil oplyse, og det skal hænge sammen med brændvidden for det objektiv man bruger. Moderne blitzenheder indeholder nogle gange et fokuseringssystem som automatisk koncentrerer lyset i et område som passer til det anvendte objektiv.
Blitzlysets farvetemperatur er også relevant at kende, men i praksis er den næsten altid tilpasset dagslys (typisk omkring 5500 K). Det er værd at være opmærksom på i situationer hvor man har andre belysningskilder med andre farvetemperaturer, idet den blandede belysning vil blive ganske tydelig på billedet. Man kan eventuelt justere blitzens farvetemperatur ved at montere et farvefilter.

## Synkronisering
For at gøre gavn skal blitzlyset synkroniseres med lukkeren. I kameraer med indbygget blitz er styringen indbygget, men hvis man har mere komplicerede lyssætninger som involverer flere blitzenheder eller udstyr fra forskellige fabrikater kræver synkroniseringen til tider overvejelse.
De ældre magnesiumpærer havde en anden udløsningsprofil hvor det kunne tage 1/10 til 1/5 s før lyset nåede sin største styrke og kameraets synkroniseringsmekanisme var da tilpasset den ventetid. Da den elektroniske blitz kom frem blev affyringen langt hurtigere og mere præcis, men det betød at kameraer i en overgangsperiode skulle kunne omskiftes for at få synkroniseringen til at passe til begge typer.
Ved moderne kameraer – specielt spejlreflekskameraer som bruger spaltelukkere – opstår det problem at den korteste lukkertid der kan bruges sammen med flashen bliver begrænset af lukkermekanismens hastighed. Når lukkertiden bliver meget kort (f.eks. kortere end 1/200 s) bliver hele billedet ikke eksponeret på en gang, men i stedet i et forløb hvor en smal spalteåbning kører ned over filmen. Hvis en blitz udløses i den situation vil man kun få belyst den lille del af filmen som da tilfældigvis ligger under spalteåbningen. For at rette op på det har mange blitzsystemer en højhastighedssynkronisering som i stedet for ét glimt giver en række glimt i en hurtig serie. Disse udladninger er så tilpasset spaltelukkeren så hver udladning passer med at spalten har bevæget sig et stykke frem og hele billedet bliver derfor ensartet belyst.
Synkroniseringen foretages i praksis efter to principper: Elektrisk eller optisk. Når man bruger kameraets blitzsko er det en elektrisk forbindelse og der findes tilbehør i form af forlængerledninger og fordelerstik som gør det muligt at sammenkoble flere enheder og at bruge dem på afstand. Den optiske synkronisering bruges ofte ved brug af såkaldte slaveblitz som bruges som supplerende blitzenheder. De har et elektronisk "øje" og affyrer i det øjeblik de registrerer hovedblitzens lysglimt.
Moderne kamerasystemer er blevet stadig mere avancerede med sammenkobling af mekanismerne til lysmåling, fokusering og blitzudladning og det betyder at udstyr fra forskellige mærker har vanskeligere ved at fungere sammen. Brug af slaveblitz og tilsvarende udstyr kan derfor være besværligt og kan i øvrigt forstyrre kameraets automatik. Også blitzskoen som tidligere var relativt simpel og ensartet opbygget, er i dag forsynet med ekstra forbindelser som gør at forskellige fabrikater sjældent passer direkte med hinanden.